# Ed Perlmutter
Ed Perlmutter (ur. 1 maja 1953 w Denver, Kolorado) – amerykański polityk, członek Partii Demokratycznej. W latach 2007–2023 był przedstawicielem siódmego okręgu wyborczego w stanie Kolorado w Izbie Reprezentantów Stanów Zjednoczonych.